# Winfried Freund
Winfried Freund (* 15. Januar 1938 in Dortmund; † 2011) war ein deutscher Germanist. Er lehrte am Institut für Germanistik und Vergleichende Literaturwissenschaft der Universität Paderborn.

## Leben
Freund war seit 1973 an der Universität Paderborn tätig. 1975 erfolgte hier seine Habilitation. 1979 wurde er zum außerplanmäßigen Professor ernannt. Zum Zeitpunkt seiner Pensionierung 2002 war Freund Studienrat im Hochschuldienst im Fach Neuere deutsche Literaturwissenschaft und ihre Didaktik. Er veröffentlichte zahlreiche Monografien sowie Beiträge zur Gattungsgeschichte, zur literarischen Phantastik, zur Regionalliteratur und zur Kinder- und Jugendliteratur.
Der Journalist, Literaturkritiker, Autor und Übersetzer Wieland Freund ist sein Sohn.

## Werke
- Die deutsche Verssatire im Zeitalter des Barock (1972)[1]
- Die deutsche Kriminalnovelle von Schiller bis Hauptmann (1975)[1]
- Die Bürgerkomödien Carl Sternheims (1976)[1]
- Die deutsche Ballade. Theorie, Analyse, Didaktik (1978)[1]
- Annette von Droste-Hülshoff (April 1998)[5]
- mit Wieland Freund (Hrsg.): Der deutsche Roman der Gegenwart (Wilhelm Fink Verlag, München 2001)
- Dir ein Lied zu singen: Eine literarische Reise durch das alte Ostpreussen (2002)
- Abenteuer Barock – Kultur im Zeitalter der Entdeckungen (Primus Verlag, Darmstadt 2004)